# Ulrico II di Carniola
Ulrico II, chiamato anche Ulrich, Odalric, Oudalricus, Udalrich, (... – 13 maggio 1112) fu margravio d'Istria dal 1098 al 1107 circa, margravio di Carniola dal 1098 alla morte e conte di Weimar-Orlamünde dal 1070 alla morte.

## Biografia
Era il secondogenito di Ulrico I e Sofia, una figlia di Bela I d'Ungheria della dinastia degli Arpadi. Era quindi di sangue reale.
Ulrico divenne conte di Weimar quando era ancora bambino nel 1067. Ereditò entrambe le marche di suo padre alla morte del fratello maggiore Poppo II nel 1098, ma cedette l'Istria tra il 1101 e il 1107, quando venne assegnato a Enghelberto II di Sponheim, il cui padre aveva preceduto Poppo II nella marca d'Istria. Ulrico è stato descritto come de Saxonie principus.

## Matrimonio e figli
Sposò Adelaide († 1146), figlia di Luigi II, conte di Turingia e di Adelaide di Stade, ma non ebbero figli. Sua sorella Adelaide tramandò l'eredità della Carniola a suo nipote Corrado I, prima duca di Merania.